# Rio (álbum)
Rio é o segundo álbum de estúdio do grupo inglês Duran Duran, lançado originalmente em 1982. O álbum foi relançado nos Estados Unidos em novembro de 1982. Obteve um disco de ouro em 1º de março de 1983, e Platina em 26 de abril de 1983, chegando finalmente ao status de Platina Dupla. Rio alcançou a 6ª posição das paradas de álbuns da Billboard 200 nos E.U.A. em 12 de março de 1983 e permaneceu por 129 semanas.

## Data de gravação e lançamento
A primeira música a ser gravada para o Rio foi "My Own Way", escrita e gravada em outubro de 1981, e lançada como single em novembro de 1981. O resto do álbum foi gravado nos primeiros meses de 1982 no Air Studios, em Londres, com o produtor e engenheiro Colin Thurston. "My Own Way" foi regravado para o álbum e a versão seguinte é significativamente diferente da versão única de 1981.
O segundo single, "Hungry Like the Wolf", foi lançado no Reino Unido em 4 de maio de 1982. Chegou na 5ª posição nas paradas em 26 de junho de 1982.
O álbum Rio foi lançado pela primeira vez em todo o mundo em 10 de maio de 1982, atingindo o primeiro lugar no Reino Unido na segunda semana de lançamento. A imagem na capa púrpura distintiva do álbum foi pintada pelo artista Patrick Nagel. A própria capa foi desenhada por Malcolm Garret.
John Taylor acredita que o título "Foi algo que eu joguei na mistura", lembrou ele em 2012. Ele ficou particularmente fascinado com a ideia do Brasil, e "Rio, para mim, era taquigrafia para o verdadeiro estrangeiro, o exótico, uma cornucópia de terras deliciosas, uma festa que nunca pararia. "
A banda tinha seus próprios planos e ambições para promover o álbum. Eles se reuniram com o diretor Russell Mulcahy (que havia dirigido o vídeo musical para o primeiro single, "Planet Earth") e planejava o lançamento de um álbum de vídeo completo de onze vídeos para as melhores músicas dos álbuns de Duran Duran e Rio. A banda viajou para o Sri Lanka e Antígua entre as datas da turnê para filmar os vídeos memoráveis para os singles "Rio", "Hungry Like the Wolf" e "Save a Prayer", bem como o menos conhecido "Lonely in Your Nightmare" e "Night boat" - o último vídeo sendo um assustador zombiefest ambientado em uma ilha deserta.
Ao filmar os vídeos, o guitarrista Andy Taylor contraiu um vírus tropical e foi hospitalizado no seu retorno à Inglaterra. Isso forçou o atraso da turnê europeia da banda, e a gravadora decidiu manter o lançamento do terceiro single até a banda estar pronta para promovê-lo novamente.
"Save a Prayer" foi finalmente lançado em 9 de agosto de 1982 e ficou na 2ª posição nas paradas do Reino Unido em meados de setembro de 1982. Em 1 de novembro de 1982, o single "Rio" foi lançado em todo o mundo. Ficou na 9ª no Reino Unido em dezembro de 1982.

## Lançamento norte-americano
A versão norte-americana foi lançada pela primeira vez no selo da Harvest Records da  Capitol e teve as mesmas músicas e mixes que a versão britânica, mas não apresentou desempenho nas paradas da Billboard dos EUA.
Enquanto isso, a banda havia trabalhado com o produtor David Kershenbaum para criar algumas novos mixes de dança para os singles do 12" Club. Em setembro, a EMI coletou os remixes e lançou-os em um compacto chamado Carnival. Incluía as músicas "Rio", "Hold Back The Rain", "My Own Way", "Hungry Like The Wolf" e "New Religion", e foi lançado na América do Norte, Espanha, Holanda, Japão e Taiwan.
Após o sucesso dos remixes de Kershenbaum, a Capitol mudou sua estratégia de marketing, vendendo Duran Duran nos EUA já não como uma nova banda New Romantic (um fenômeno britânico), mas sim como uma banda de dança. Frustrado com a falta de sucesso nos EUA, a banda capitalizou o momento e pressionou Capitol para permitir que eles emitiam uma versão remixada e remasterizada do álbum Rio na América do Norte. A empresa concordou e trouxe Kershenbaum de volta para remixar mais músicas do álbum.
As "Night Versions" remixados de "Hungry Like the Wolf" e "Hold Back the Rain" foram mais tarde lançadas em CD nas versões noturnas: The Essential Duran Duran (compilação em 1998), e "My Own Way" foi lançado em 2003 no The Singles Box Set 1981-1985. Em 3 de dezembro de 1982, o remix do álbum Kershenbaum foi usado para o single "Hungry Like the Wolf". Isso foi lançado nos EUA cerca de seis meses após a sua versão inicial no Reino Unido. O single incluiu a versão do álbum e o Carnival Remix. Alcançou a 3ª posição nos EUA em 26 de março de 1983.
Parte do sucesso contínuo do álbum foi devido aos vídeos muito populares, em grande rotação na MTV. O álbum de vídeo Duran Duran foi lançado em VHS, Betamax e laserdisc para coincidir com a reedição norte-americana do single "Rio" em 11 de março de 1983, quatro meses após sua versão original. Este single incluiu o 7" remix de Kershenbaum de "Rio" e atingiu a 14ª posição nos EUA em 14 de maio de 1983.

## Versões em CD
Até 2009, todas as versões oficiais do álbum Rio lançado em CD foram feitas a partir das fitas originais originais do Reino Unido e não incluíram nenhum dos remixes de Kershenbaum. Isso inclui o lançamento, em 2001, de uma reiniciação de 20 anos, completamente remasterizada do original. Os remixes de Kershenbaum foram incluídos em CD duplo lançado em 2009.
A embalagem em uma edição limitada desta versão (EMI; 529 9240 / Capitol; 72435-25919-0-9) incluiu uma versão alternativa da famosa pintura de Nagel, apresentada pelo artista junto com a primeira quando completou a comissão (a imagem foi usada pela primeira vez para o single "My Own Way" no Japão).
Em 7 de abril de 2009, o site oficial da banda anunciou que Rio seria reeditado como uma edição especial de CDduplo em 7 de setembro de 2009 no Reino Unido e em 6 de outubro de 2009 nos EUA. Esta edição inclui as faixas originais de lançamento de vinil do Reino Unido, mas adiciona substancialmente mais para tornar esta uma edição definitiva (incluindo várias faixas que nunca foram lançadas em forma de CD, bem como material lançado anteriormente da compilação The Singles Box Set 1981-1985). Esta questão atingiu o número 185 no UK Albums Chart.

## Legado
Em 2000, Rio ficou no 98º lugar na revista Q "Os 100 Melhores Álbuns Britânicos". Em 2003, foi listado na 65ª no NME "Os 100 melhores álbuns de todos os tempos". Em 2004, a CMJ classificou como #1 em seu Top 20 "Os álbuns mais tocados de 1982". Em 2008, foi o 24º melhor álbum britânico de todos os tempos em uma pesquisa conjunta HMV Q. Ele classificou o número 95 nos 100 melhores álbuns da Pitchfork Media da década de 1980, e está incluído na lista "1001 Álbuns que você deve ouvir antes de morrer". Em abril de 2013, Rio foi eleito o número 3 nos 100 melhores álbuns favoritos da BBC Radio 2 de todos os tempos.
Três décadas depois, John Taylor ainda manteve o álbum em grande consideração. "A composição de Rio é fantástica", lembrou em sua memória de 2012, In the Pleasure Groove. Ele também elogiou a musicalidade da banda. "Cada um de nós está se apresentando ... no topo absoluto de nossos talentos", escreveu ele. "Não há "showboating". Cada parte é pensativo, considerado, parte de um todo maior.

## Faixas
Todas as canções foram compostas e escritas por Duran Duran.

### Versão britânica
1. "Rio"  – 5:33
2. "My Own Way"  – 4:51
3. "Lonely In Your Nightmare"  – 3:50
4. "Hungry Like the Wolf"  – 3:41
5. "Hold Back the Rain"  – 3:57
6. "New Religion"  – 5:33
7. "Last Chance on the Stairway"  – 4:21
8. "Save a Prayer"  – 5:33
9. "The Chauffeur"  – 5:12

### Versão 1 - Por David Kershenbaum
1. "Rio [US Album Remix]"  – 5:24
2. "My Own Way [Carnival Remix]"  – 4:31
3. "Lonely In Your Nightmare [US Album Remix]"  – 4:52
4. "Hungry Like the Wolf [US Album Remix]"  – 4:02
5. "Hold Back the Rain [US Album Remix]"  – 6:24
6. "New Religion"  – 5:31
7. "Last Chance on the Stairway"  – 4:18
8. "Save a Prayer"  – 5:33
9. "The Chauffeur"  – 5:12

### Versão CD
1. "Rio"  – 5:38
2. "My Own Way"  – 4:51
3. "Lonely In Your Nightmare"  – 3:50
4. "Hungry Like The Wolf"  – 3:41
5. "Hold Back The Rain [CD Album Version]"  – 3:49
6. "New Religion"  – 5:31
7. "Last Chance On The Stairway"  – 4:20
8. "Save a Prayer [Single Version]"  – 5:25
9. "The Chauffeur"  – 5:12

### Singles
1. "My Own Way" (1981)
2. "Hungry Like The Wolf" (1982)
3. "Save a Prayer" (1982)
4. "Rio" (1982)

| Críticas profissionais                                                      | Críticas profissionais |
| Avaliações da crítica                                                       | Avaliações da crítica  |
| Fonte                                                                       | Avaliação              |
| --------------------------------------------------------------------------- | ---------------------- |
| allmusic                                                                    | [ 1 ]                  |
| Rolling Stone                                                               | (sem nota)             |
| Esta tabela precisa de ser acompanhada por texto em prosa. Consulte o guia. |                        |

## Posição nas paradas musicais
| Parada (1982–1983)                  | Melhor posição |
| ----------------------------------- | -------------- |
| Austrália (Kent Music Report)       | 3              |
| 1                                   |                |
| Países Baixos (Dutch Charts)        | 40             |
| Finlândia (Suomen virallinen lista) | 3              |
| Nova Zelândia (RMNZ)                | 2              |
| Noruega (VG-lista)                  | 13             |
| Suécia (Sverigetopplistan)          | 9              |
| Reino Unido (Official Albums Chart) | 2              |
| Estados Unidos (Billboard 200)      | 6              |

| Parada (1982)                 | Posição |
| ----------------------------- | ------- |
| Austrália (Kent Music Report) | 24      |
| Nova Zelândia (RMNZ)          | 16      |
| Reino Unido (BMRB)            | 5       |

| Parada (1983)                  | Posição |
| ------------------------------ | ------- |
| Canadá (RPM)                   | 9       |
| Nova Zelândia (RMNZ)           | 38      |
| Reino Unido (Gallup)           | 20      |
| Estados Unidos (Billboard 200) | 13      |

## Formação
- Simon Le Bon - vocal
- Nick Rhodes - teclado
- John Taylor - baixo
- Roger Taylor - bateria
- Andy Taylor - guitarra